# Brigitte Poschmann
Brigitte Poschmann (* 18. März 1932 in Waltersmühl, Kreis Heilsberg, Ermland; † 12. Februar 2008 in Minden) war eine deutsche Archivarin und Historikerin. Von 1968 bis 1992 leitete sie das Staatsarchiv Bückeburg.

## Leben
Brigitte Poschmann stammte aus einer Gutsbesitzerfamilie im Ermland und hat im Zuge der Flucht und Vertreibung Deutscher aus Mittel- und Osteuropa mit den Eltern Ende 1945 ihre Heimat verlassen. Sie studierte von 1952 bis 1957 an der Universität Münster und der Philipps-Universität Marburg Geschichte, Germanistik und Philosophie und wurde 1960 in Münster mit der Doktorarbeit Bistümer und Deutscher Orden in Preußen (1243–1525) zur Doktorin (Dr. phil.) promoviert. Nach dem Lehrgang an der Archivschule Marburg trat sie 1961 (als erste Frau) in den niedersächsischen Archivdienst ein. Sie war in den Staatsarchiven Osnabrück, Aurich und Wolfenbüttel tätig. Als sie 1968 zur Direktorin des Niedersächsischen Staatsarchivs Bückeburg ernannt wurde, war sie die erste Frau in Europa in einer entsprechenden Stellung.
Als Leiterin des Staatsarchivs war sie auch für die Leitung der Zentralen Werkstatt der niedersächsischen Staatsarchive und den Ausbau zu einer Massenrestaurierungswerkstatt zwecks Konservierung modernen Papiers verantwortlich. Seit 1968 war sie Mitglied der Historischen Kommission für Niedersachsen und Bremen. Von 1968 bis 1992 leitete sie als Vorsitzende die Historische Arbeitsgemeinschaft für Schaumburg und gab die Schaumburger Studien heraus. Ihre wissenschaftlichen Interessen waren auch von ihrer ostpreußischen Herkunft geprägt. Von 1971 bis 1989 war sie Vorsitzende des Historischen Vereins für Ermland. In Anerkennung der Leistungen und Verdienste wurde ihr 1979 der Orden Pro Ecclesia et Pontifice überreicht.

## Auszeichnungen
- 1979: Pro Ecclesia et Pontifice

## Werke (Auswahl)
Als Autorin
- Bistümer und Deutscher Orden in Preußen 1243–1525. In: Zeitschrift für die Geschichte und Altertumskunde Ermlands. Bd. 30 (1962), S. 227–356. (Druck der Dissertation)

Als Herausgeberin
- Massenrestaurierung. Protokoll einer Arbeitstagung im Staatsarchiv Bückeburg vom 17. – 18. Februar 1970. Göttingen 1971.
- Bückeburger Gespräche über Johann Gottfried Herder (= Schaumburger Studien, Band 41). Rinteln 1980.
- Bückeburger Gespräche über Johann Gottfried Herder (= Schaumburger Studien, Band 45). Rinteln 1984.
- Älteste Urkunde des Menschengeschlechts (= Schaumburger Studien, Band 49). Rinteln 1989, ISBN 3-87085-135-X.
- Die Bevölkerung des Ermlands 1773. Die ältesten Prästationstabellen des Hochstifts. In: Zeitschrift für die Geschichte und Altertumskunde Ermlands, Beiheft 13 (1997). Hamburg 1997.